# Рив-Дервуаз
Рив-Дервуаз (фр. Rives Dervoises) — муніципалітет у Франції, у регіоні Гранд-Ест, департамент Верхня Марна. Рив-Дервуаз утворено 1 січня 2016 року шляхом злиття муніципалітетів Друа, Лонжвіль-сюр-ла-Лен, Луз i Пюельмонтьє. Адміністративним центром муніципалітету є Пюельмонтьє. Населення — 1314 осіб (01.01.2021).